# Санта-Мария-Мадалена (Рио-де-Жанейро)
Санта-Мария-Мадалена (порт. Santa Maria Madalena) — муниципалитет в Бразилии, входит в штат Рио-де-Жанейро. Составная часть мезорегиона Центр штата Рио-де-Жанейро. Входит в экономико-статистический микрорегион Санта-Мария-Мадалена. Население составляет 10 409 человек на 2007 год. Занимает площадь 815,591 км². Плотность населения — 12,8 чел./км².
Праздник города — 8 июня.

## История
Город основан 8 июня 1862 года. Знаменитой уроженкой является комедийная актриса Дерси Гонсалвеш.

## Статистика
- Валовой внутренний продукт на 2005 год составляет 71 086 тысяч реалов (данные: Бразильский институт географии и статистики).
- Валовой внутренний продукт на душу населения на 2005 год составляет 6941,00 реалов (данные: Бразильский институт географии и статистики).
- Индекс развития человеческого потенциала на 2000 год составляет 0,734 (данные: Программа развития ООН).

## География
Климат местности: горный тропический. В соответствии с классификацией Кёппена, климат относится к категории Cwa.